# Hideyuki Nakajoh
Hideyuki Nakajoh (仲城英幸 Nakajō Hideyuki?) (Nara, 6 de septiembre de 1966) es un expiloto de motociclismo japonés, que compitió en el Campeonato del Mundo de Motociclismo entre 1992 y 2002

## Biografía
Su primera aparición en el Mundial ocurre en 1992, gracias a una wild card par participar en el Gran Premio de Japón en 125 cc con una Honda pero no puede acabar la carrera. No sería hasta 1994 cuando podría disputar toda la temporada mundialista. En el Gran Premio de Japón conseugiría su primer podio de su carrera y acabaría en undécima posición de la general.
En 1995 relizaó la que sería su segundo y última temporada completa en el Mundial. En ese año, conseguiría acabar en la novena posición de la general final. A partir de aquel momentom sus participaciones en el Mundial serían ocasionales y siempre coincidiendo con las carreras celebradas en Japón. De hecho sumó dos podios más en el Gran Premio de Japón de 1997 y Gran Premio de Japón de 1999.
En su palmarés hay qu edestcar sus cinco títulos nacionales obtenuidos en la categoría de 125 entre 1998 y 2004.

## Resultados
Sistema de puntuación de 1988 a 1992:
| Posición | 1  | 2  | 3  | 4  | 5  | 6  | 7 | 8 | 9 | 10 | 11 | 12 | 13 | 14 | 15 |
| Puntos   | 20 | 17 | 15 | 13 | 11 | 10 | 9 | 8 | 7 | 6  | 5  | 4  | 3  | 2  | 1  |

Sistema de puntuación de 1993 en adelante:
| Posición | 1  | 2  | 3  | 4  | 5  | 6  | 7 | 8 | 9 | 10 | 11 | 12 | 13 | 14 | 15 |
| Puntos   | 25 | 20 | 16 | 13 | 11 | 10 | 9 | 8 | 7 | 6  | 5  | 4  | 3  | 2  | 1  |

(Carreras en negrita indica pole position, carreras en cursiva indica vuelta rápida)
| Año  | Cat.  | Equipo | 1       | 2      | 3     | 4       | 5      | 6       | 7     | 8       | 9      | 10     | 11     | 12     | 13      | 14    | 15    | 16    | Pts. | Pos. |
| ---- | ----- | ------ | ------- | ------ | ----- | ------- | ------ | ------- | ----- | ------- | ------ | ------ | ------ | ------ | ------- | ----- | ----- | ----- | ---- | ---- |
| 1992 | 125cc | Honda  | JPN Ret | AUS -  | MAL - | ESP -   | ITA -  | EUR -   | GER - | NED -   | HUN -  | FRA -  | GBR -  | BRA -  | RSA -   |       |       |       | 0    | -    |
| 1993 | 125cc | Honda  | AUS -   | MAL -  | JPN 8 | ESP -   | AUT -  | GER -   | NED - | EUR -   | RSM -  | GBR -  | CZE -  | ITA -  | USA -   | FIM - |       |       | 8    | 28.º |
| 1994 | 125cc | Honda  | AUS 15  | MAL 11 | JPN 3 | ESP Ret | AUT 11 | GER Ret | NED 9 | ITA Ret | FRA 11 | GBR 11 | CZE 8  | USA 6  | ARG Ret | EUR 8 |       |       | 70   | 11.º |
| 1995 | 125cc | Honda  | AUS 7   | MAL 12 | JPN 4 | ESP 17  | GER 6  | ITA 11  | NED 8 | FRA 11  | GBR 5  | CZE 5  | BRA 12 | ARG 10 | EUR 12  |       |       |       | 88   | 9.º  |
| 1997 | 125cc | Honda  | MAL -   | JPN 3  | ESP - | ITA -   | AUT -  | FRA -   | NED - | IMO -   | GER -  | BRA -  | GBR -  | CZE -  | CAT -   | INA - | AUS - |       | 16   | 22.º |
| 1999 | 125cc | Honda  | MAL -   | JPN 2  | ESP - | FRA -   | ITA -  | CAT -   | NED - | GBR -   | GER -  | CZE -  | IMO -  | VAL -  | AUS -   | RSA - | BRA - | ARG - | 20   | 20.º |
| 2000 | 125cc | Honda  | RSA -   | MAL -  | JPN 7 | ESP -   | FRA -  | ITA -   | CAT - | NED -   | GBR -  | GER -  | CZE -  | POR -  | VAL -   | BRA - | PAC - | AUS - | 9    | 25.º |
| 2001 | 125cc | Honda  | JAP Ret | RSA -  | ESP - | FRA -   | ITA -  | CAT -   | NED - | GBR -   | ALE -  | CZE -  | POR -  | VAL -  | PAC Ret | AUS - | MAL - | RIO - | 0    | -    |
| 2002 | 125cc | Honda  | JAP -   | RSA -  | ESP - | FRA -   | ITA -  | CAT -   | NED - | GBR -   | ALE -  | CZE -  | POR -  | RIO -  | PAC 10  | MAL - | AUS - | VAL - | 6    | 28.º |